# Martiel
Martiel är en kommun i departementet Aveyron i regionen Occitanien i södra Frankrike. Kommunen ligger  i kantonen Villefranche-de-Rouergue som ligger i arrondissementet Villefranche-de-Rouergue. År 2022 hade Martiel 989 invånare.

## Befolkningsutveckling
Antalet invånare i kommunen Martiel
Referens: INSEE